# Nuestra Señora del Triunfo (1862)
La Nuestra Señora del triunfo, o Triunfo, fue una fragata de hélice de la Armada Española de la clase Lealtad, con casco de madera y propulsión mixta a vapor y velas, que recibía su nombre en honor a la Virgen del Triunfo.

## Historial
Fue puesta en grada en 1861 en el Arsenal de la Carraca. 
El 1862 fue enviada bajo el mando del almirante Luis Hernández-Pinzón Álvarez junto con su gemela la Resolución, la corbeta de hélice Vencedora y la goleta protegida Virgen de Covadonga como parte de la expedición científica  al Pacífico como buque insignia de esa escuadra, zarpando desde Cádiz el 10 de agosto de 1862 con tres zoólogos, un geólogo, un botánico, un antropólogo, un taxidermista y un fotógrafo a bordo y con la ruta Canarias, Cabo Verde, Brasil, Río de la Plata, desde donde zarparon de la ciudad de Montevideo el 10 de enero de 1863, la Patagonia, Islas Malvinas, pasaron el Cabo de Hornos el 6 de febrero, Chiloé, costas de Chile y Perú y California, arribando a San Francisco el 9 de octubre, zarpando de nuevo el 1 de noviembre con rumbo a Valparaíso, a donde arribó el 13 de enero de 1864

### Hundimiento
El 25 de noviembre de 1864, mientras estaba en las Islas Chincha, un soldado derramó una lata de aguarrás, seguidamente derribó por accidente con la cabeza al intentar evitar el aguarrás, la candileja de un farol. El buque ardió y, a pesar de los esfuerzos de sus tripulantes, fue preciso abandonarlo.